# Кънектикът (река)
Кънектикът (на английски: Connecticut River) е река в САЩ, в щатите Ню Хемпшир, Върмонт, Масачузетс и Кънектикът, най-голямата река в Нова Англия, вливаща се в протока Лонг Айлънд на Атлантическия океан. Дължината ѝ е 660 km, а площта на водосборния басейн – 29 200 km². Река Кънектикът води началото си от 3-тото езеро Кънектикът, разположено на 668 m н.в., в северната част на Апалачите, в щата Ню Хемпшир, в непосредствена близост до границата с Канада. Протича последователно през 2-ро и 1-во езера Кънектикът и езерото Франсис, след което достига до границата с щата Върмонт и от тук до устието си тече в южна посока, като образува почти цялата граница между щатите Ню Хемпшир и Върмонт. След това пресича щатите Масачузетс и Кънектикът и се влива в протока Лонг Айлънд на Атлантическия океан. По цялото си протежение тече в дълбока трогова долина и пресича т.нар. „Линия на водопадите“, като образува множество бързеи и прагове. Получава над 50 предимно малки притока. Подхранването ѝ е предимно снежно-дъждовно, с пълноводие през април и май. Средният годишен отток в устието на реката е 520 m³/s, минималният – 27,4 m³/s, максималният – 8000 m³/s. Множеството прагове и водопади по течението ѝ се използват за производство на електроенергия. Благодарение на изградените обходни канали е плавателна до град Хартфорд за плитко газещи морски съдове, а до Холиоук – за плитко газещи речни съдове.
Устието на реката е открито през 1614 г. от холандски мореплавател.